# Kamisama Kazoku
Kamisama Kazoku (神様家族, かみさまかぞく) là loạt light novel do Kuwashima Yoshikazu thực hiện và Yasuda Suzuhito minh họa. Media Factory đã phát hành các tập của loạt tiểu thuyết này từ ngày 25 tháng 6 năm 2003 đến ngày 25 tháng 4 năm 2006 với 8 tập. Cốt truyện xoay quanh cuộc sống hằng ngày của Kamiyama Samatarou là con trai của một vị thần và bạn của cậu là Kamiyama Tenko một nữ thiên sứ trẻ, cả hai đã sống cùng với nhau từ khi còn rất nhỏ. Cả gia đình của Samatarou sống ở thế giới của con người để cậu có thể học hỏi và trở thành một vị thần tốt khi lên thay cha của mình. Phần tiếp theo của loạt tiểu thuyết này là Kamisama Kazoku Z đã bắt đầu phát hành từ ngày 25 tháng 1 năm 2008.
Tác phẩm cũng đã được chuyển thể thành các loại hình truyền thông khác như manga, anime và trò chơi điện tử. Chuyển thể manga do Yoshikazu Kuwashima thực hiện và đăng trên tạp chí Comic Flapper, Toei Animation đã thực hiện chuyển thể anime của loạt tiểu thuyết và phát sóng trên kênh Animax từ ngày 18 tháng 5 đến ngày 10 tháng 8 năm 2006 với 13 tập.

## Tổng quan

### Nhân vật
Kamiyama Samatarō (神山 佐間太郎, かみやま さまたろう)
Lồng tiếng bởi: Kishio Daisuke
Tenko (テンコ)
Lồng tiếng bởi: Koshimizu Ami
Komori Kumiko (小森 久美子, こもり くみこ)
Lồng tiếng bởi: Maeda Ai
Kamiyama Osamu (神山 治, かみやま おさむ)
Lồng tiếng bởi: Ehara Masashi
Kamiyama Venus (神山 ビーナス, かみやま ビーナス)
Lồng tiếng bởi: Katsuragi Nanaho
Kamiyama Misa (神山 美佐, かみやま みさ)
Lồng tiếng bởi: Tōma Yumi
Kamiyama Meme (神山 メメ, かみやま メメ)
Lồng tiếng bởi: Kanda Akemi
Kirishima Shinichi (霧島 進一, きりしま しんいち)
Lồng tiếng bởi: Miura Hiroaki
Tachibana Ai (橘 愛, たちばな あい)
Lồng tiếng bởi: Noto Mamiko
Suguru (スグル)
Lồng tiếng bởi: Takato Yasuhiro
Lulu (ルル)
Lồng tiếng bởi: Takato Yasuhiro
Komori Fumiko (小森 フミコ, こもり フミコ)
Lồng tiếng bởi: Kouda Mariko
Himura Akane (日村 あかね, ひむら あかね)

## Truyền thông

### Light novel
Tác phẩm do Kuwashima Yoshikazu thực hiện và Yasuda Suzuhito minh họa. Media Factory đã phát hành các tập của loạt tiểu thuyết này thẳng thành các bunkobon chứ không đăng trên tạp chí từ ngày 25 tháng 6 năm 2003 đến ngày 25 tháng 4 năm 2006 với 8 tập. Sau khi bộ đầu kết thúc thì phần tiếp theo của loạt tiểu thuyết này là Kamisama Kazoku Z đã bắt đầu phát hành từ ngày 25 tháng 1 năm 2008.

### Manga
Media Factory cũng đã đăng chuyển thể manga ngoại truyện của loạt tiểu thuyết do Yoshikazu Kuwashima thực hiện và TaPari minh họa trên tạp chí Comic Flapper của mình từ tháng 12 năm 2005 đến ngày 23 tháng 5 năm 2008. Các chương của loạt manga này sau đó đã được tập hợp lại và phát hành thành 5 tankōbon. Go! Comi đã đăng ký bản quyền phiên bản tiếng Anh để phân phối tại thị trường Bắc Mỹ còn Daiwon C.I. thì đăng ký tại Hàn Quốc.

### Anime
Toei Animation đã thực hiện chuyển thể anime của loạt tiểu thuyết và phát sóng trên kênh Animax từ ngày 18 tháng 5 đến ngày 10 tháng 8 năm 2006 với 13 tập.

### Trò chơi điện tử
Dorasu đã thực hiện một trò chơi có tên Kamisama Kazoku Ouen Ganbou (神様家族　応援願望) thuộc thể loại nhập vai cho hệ PlayStation 2 và phát hành vào ngày 21 tháng 9 năm 2006. Phiên bản đặc biệt rất giới hạn của trò chơi có đính kèm đĩa chứa các bản nhạc dùng trong trò chơi cùng các vật phẩm khác.

### Âm nhạc
Bộ anime có hai bài hát chủ đề, một mở đầu và một kết thúc. Bài hát mở đầu có tên Brand New Morning do Mizuhashi Mai trình bày và bài hát kết thúc có tên Toshokan dewa Oshiete Kurenai, Tenshi no Himitsu (図書館では教えてくれない、天使の秘密) do Mizuhashi Mai, Kudou Mayu và Iwaki Fumika trình bày. Phiên bản hát trong phim của hai bài hát này đã phát hành trong đĩa đính kèm phiên bản DVD đặc biệt của bộ anime vốn có số lượng rất giới hạn vào ngày 03 tháng 9 năm 2006. Album chứa hai bài hát đã phát hành một cách giới hạn và bán tại sự kiện Comiket 79 diễn ra vào ngày 29 tháng 12 năm 2006.
| KamiSama Kazoku Mini Album (神様家族 ミニアルブム) | KamiSama Kazoku Mini Album (神様家族 ミニアルブム)                                                                   | KamiSama Kazoku Mini Album (神様家族 ミニアルブム) |
| STT                                                | Nhan đề | Thời lượng                                         |
| -------------------------------------------------- | --- | -------------------------------------------------- |
| 1.                                                 | "Brand New Morning (Full Ver.)"                                                                                      | 3:38                                               |
| 2.                                                 | "Toshokan dewa Oshiete Kurenai, Tenshi no Himitsu (Full version) (図書館では教えてくれない、天使の秘密 (Full Ver.))" | 3:59                                               |
| 3.                                                 | "Brand New Morning (Tv Ver.)"                                                                                        | 1:36                                               |
| 4.                                                 | "Toshokan dewa Oshiete Kurenai, Tenshi no Himitsu (Tv Ver.) (図書館では教えてくれない、天使の秘密 (Tv Ver.))"        | 1:42                                               |
| 5.                                                 | "Brand New Morning (Inst)"                                                                                           | 3:37                                               |
| 6.                                                 | "Toshokan dewa Oshiete Kurenai, Tenshi no Himitsu (Inst) (図書館では教えてくれない、天使の秘密 (Inst))"              | 3:59                                               |
| 7.                                                 | "Subtitle (サブタイトル)"                                                                                            | 0:13                                               |
| 8.                                                 | "Eyecath (アイキャッチ)"                                                                                             | 0:09                                               |
| 9.                                                 | "Main Theme (メインテーマ)"                                                                                          | 0:44                                               |
| 10.                                                | "Tenko no Theme A (テンコのテーマA)"                                                                                 | 0:44                                               |
| 11.                                                | "Tenko no Theme B (テンコのテーマB)"                                                                                 | 1:09                                               |
| 12.                                                | "Kumiko no Theme (久美子のテーマ)"                                                                                   | 0:58                                               |
| 13.                                                | "Nichijou (日常)" | 1:12                                               |
| 14.                                                | "Comedy (コメディ)"                                                                                                  | 1:07                                               |
| Tổng thời lượng:                                   | Tổng thời lượng: | 24:47                                              |

Kamisama Kazoku Ouen Ganbou có bài hát chủ đề là bài Kitto Zutto Kitto ne (きっとずっときっとね) do Maeda Ai trình bày. Bài hát đã phát hành trong với đĩa chứa các bản nhạc dùng trong trò chơi đính kèm với phiên bản rất giới hạn của trò chơi.
| Kamisama Kazoku Sound Collection (神様家族 サウンドコレクション) | Kamisama Kazoku Sound Collection (神様家族 サウンドコレクション) | Kamisama Kazoku Sound Collection (神様家族 サウンドコレクション) |
| STT                                                              | Nhan đề                                                          | Thời lượng                                                       |
| ---------------------------------------------------------------- | ---------------------------------------------------------------- | ---------------------------------------------------------------- |
| 1.                                                               | "タイトルコール"                                                 | 0:06                                                             |
| 2.                                                               | "メッセージ 1"                                                   | 0:33                                                             |
| 3.                                                               | "ジングル 1"                                                     | 0:06                                                             |
| 4.                                                               | "きっとずっときっとね"                                           | 7:06                                                             |
| 5.                                                               | "ジングル 2"                                                     | 0:06                                                             |
| 6.                                                               | "きっとずっときっとね (カラオケ)"                                | 7:06                                                             |
| 7.                                                               | "ジングル 3"                                                     | 0:06                                                             |
| 8.                                                               | "きっとずっときっとね (アコースティックバージョン)"              | 3:50                                                             |
| 9.                                                               | "メッセージ 2"                                                   | 0:06                                                             |
| 10.                                                              | "エンディング"                                                   | 4:29                                                             |
| Tổng thời lượng:                                                 | Tổng thời lượng:                                                 | 23:37                                                            |